# Euochin fengi
Espèce
Euochin fengi est une espèce d'araignées aranéomorphes de la famille des Salticidae.

## Distribution
Cette espèce est endémique de Chine. Elle se rencontre dans le Zhejiang et le Fujian.

## Description
Les mâles mesurent de 3,56 à 4,02 mm et les femelles de 4,00 à 4,60 mm.

## Systématique et taxinomie
Cette espèce a été décrite par Lin et Li en 2023. Elle avait été confondue avec Euophrys atrata et décrite sous ce nom par Zha, Jin et Zhang en 2014.

## Étymologie
Cette espèce est nommée en l'honneur de Feng Zhang.

## Publication originale
- Lin & Li, 2023 : « Taxonomic notes on three Euochin species from China (Araneae, Salticiidae). » Zootaxa, no 5318(3), p. 447-450.